# آسم
آسم یا ربو یک بیماری التهابی طولانی‌مدت راه‌های هوایی ریه است. این بیماری با نشانه‌های متغیر و عودکننده، انسداد برگشت‌پذیر جریان هوا و انقباض نایژه که به راحتی تحریک می‌شود، مشخص می‌شود. نشانه‌های آن شامل دوره‌های خس‌خس سینه، سرفه، احساس تنگی در قفسه سینه و تنگی نفس است. این موارد ممکن است چند بار در روز یا چند بار در هفته رخ دهند. بسته به فرد بیمار، نشانه‌های آسم ممکن است در طول شب یا با ورزش بدتر شوند.
تصور می‌شود که آسم در اثر ترکیبی از عوامل ژنتیکی و محیطی ایجاد می‌شود. عوامل محیطی عبارتند از قرارگرفتن در معرض آلاینده‌های هوا و آلرژن‌ها (مواد حساسیت‌زا). دیگر محرک‌های بالقوه شامل داروهایی مانند آسپرین و مسدودکننده‌های بتا هستند. تشخیص معمولاً بر اساس الگوی نشانه‌ها، پاسخ به درمان در طول زمان و تست اسپیرومتری عملکرد ریه صورت می‌گیرد. آسم بر اساس فراوانی نشانه‌ها، حجم بازدم اجباری در یک ثانیه (FEV۱) و حداکثر سرعت بازدم طبقه‌بندی می‌شود. همچنین ممکن است به‌عنوان آتوپیک یا غیرآتوپیک طبقه‌بندی شود، که در آن آتوپی به استعداد ابتلا به واکنش حساسیت نوع آی اشاره دارد.
هیچ درمان شناخته‌شده‌ای برای آسم وجود ندارد، اما می‌توان آن را کنترل کرد علائم را می‌توان با اجتناب از مواجهه با محرک‌ها، مانند آلرژن‌ها و محرک‌های تنفسی، و با استفاده از کورتیکواستروئیدهای استنشاقی سرکوب کرد. اگر نشانه‌های آسم کنترل‌نشده باقی بمانند، آگونیست‌های بتا طولانی‌اثر (LABA) یا عوامل ضدلوکوترین ممکن است علاوه بر کورتیکواستروئیدهای استنشاقی استفاده شوند. درمان نشانه‌هایی که به سرعت در حال بدتر شدن هستند، معمولاً با یک آگونیست بتا-۲ کوتاه‌اثر استنشاقی مانند سالبوتامول و کورتیکواستروئیدها صورت می‌گیرد که از راه خوراکی مصرف می‌شوند. در موارد بسیار شدید، کورتیکواستروئیدهای داخل‌وریدی، سولفات منیزیم و بستری شدن در بیمارستان ممکن است مورد نیاز باشند.
در سال ۲۰۱۹، آسم تقریباً ۲۶۲ میلیون نفر را تحت تأثیر قرار داد و باعث مرگ حدود ۴۶۱ هزار نفر شد بیشتر مرگ‌ومیرها در کشورهای در حال توسعه رخ داده است. آسم اغلب در دوران کودکی شروع می‌شود، و میزان آن از دهه ۱۹۶۰به‌طور قابل توجهی افزایش یافته است. آسم در اوایل مصر باستان شناخته شده‌بود. واژه «آسم» از یونانی ἆσθμα، âsthma به معنای نفس‌نفس‌زدن است.

## علائم و نشانه‌ها
آسم با دوره‌های مکرر خس‌خس سینه، تنگی نفس، احساس درد قفسه سینه و سرفه مشخص می‌شود.خلط ممکن است از طریق سرفه از ریه تولید شود، اما اغلب به سختی بالا آورده می‌شود. در طول بهبودی پس از حمله آسم (تشدید)، ممکن است به دلیل سطوح بالای گلبول‌های سفید خون به نام ائوزینوفیل، چرکی به نظر برسد. نشانه‌ها معمولاً در شب و در اوایل صبح یا در پاسخ به ورزش یا هوای سرد بدتر می‌شوند. برخی از افراد مبتلا به آسم به ندرت دچار نشانه‌ها می‌شوند، معمولاً در پاسخ به محرک‌ها، در حالی که برخی دیگر ممکن است اغلب و به آسانی واکنش نشان دهند و دچار علائم پایدار شوند.

### شرایط مرتبط
تعدادی دیگر از شرایط سلامت بیشتر در افراد مبتلا به آسم رخ می‌دهد، از جمله بیماری ریفلاکس معده (GERD)، التهاب بینی و سینوس‌ها (رینوسینوزیت)، و ایست موقتی تنفس حین خواب (آپنه انسدادی). اختلالات روانشناختی نیز شایع‌تر هستند، با اختلالات اضطرابی که بین ۱۶ تا ۵۲ درصد و اختلالات خلقی در ۱۴ تا ۴۱ درصد رخ می‌دهند. مشخص نیست که آسم باعث مشکلات روانی می‌شود یا مشکلات روانی منجر به آسم می‌شود. آسم فعلی، اما نه آسم سابق، با افزایش مرگ‌ومیر ناشی از همه علل، مرگ‌ومیر ناشی از بیماری قلبی، و مرگ‌ومیر ناشی از بیماری دستگاه تنفسی تحتانی همراه است. آسم، به ویژه آسم شدید، به شدت با ایجاد بیماری انسدادی مزمن ریه (COPD) مرتبط است. افراد مبتلا به آسم، به خصوص اگر به خوبی کنترل نشده باشد، در معرض خطر افزایش واکنش‌های کنتراست رادیویی هستند.
پوسیدگی دندان بیشتر در افراد مبتلا به آسم ایجاد می‌شود. این ممکن است به اثر آگونیست‌های بتا ۲ در کاهش بزاق مربوط باشد. این داروها ممکن است خطر سایش شیمیایی دندان را افزایش دهند.

## علل
آسم توسط ترکیبی از تعاملات محیطی و ژنتیکی پیچیده و ناشناخته ایجاد می‌شود. این موارد هم بر شدت و هم بر پاسخگویی آن به درمان تأثیر می‌گذارند. اعتقاد بر این است که میزان افزایش اخیر آسم به دلیل تغییر اپی‌ژنتیک (عوامل ارثی غیر از عوامل مرتبط با توالی DNA) و تغییر محیط زندگی است. آسمی که پیش از ۱۲ سالگی شروع می‌شود بیشتر به دلیل تأثیر ژنتیکی است، در حالی که شروع بعد از سن ۱۲ سالگی بیشتر به تأثیرات محیطی بازمی‌گردد.

### عوامل محیطی
بسیاری از عوامل محیطی با ایجاد و تشدید آسم مرتبط بوده‌اند، از جمله آلرژن‌ها، آلودگی هوا و دیگر مواد شیمیایی محیطی. موادی وجود دارند که به عنوان عامل ایجاد آسم در افراد در معرض تماس شناخته شده‌اند و به آنها آسم‌زا (Asthmogens) می‌گویند. برخی از عوامل آسم رایج عبارتند از آمونیاک، لاتکس، آفت‌کش‌ها، دودهای ناشی از لحیم و جوش، گردوغبار فلز یا چوب، پاشش رنگ ایزوسیانات در تعمیر خودرو، فرمالدئید، گلوتارآلدئید، انیدریدها، چسب‌ها، رنگ‌ها، سیالات فلزکاری، مه روغن، کپک‌ها. سیگارکشیدن در دوران بارداری و پس از زایمان با خطر بیشتر نشانه‌های شبه آسم همراه است. کیفیت پایین هوا ناشی از عوامل محیطی مانند آلودگی ترافیک یا سطوح بالای ازون هم با ایجاد آسم و هم با افزایش شدت آسم مرتبط است. بیش از نیمی از موارد در کودکان در ایالات متحده در مناطقی رخ می‌دهد که کیفیت هوا کمتر از استانداردهای EPA است. کیفیت پایین هوا در جوامع کم درآمد و اقلیت رایج‌تر است.
قرار گرفتن در معرض ترکیبات آلی فرار داخلی (فضای سرپوشیده) ممکن است محرک آسم باشد. برای مثال، مواجهه با فرمالدهید، ارتباط مثبتی دارد. فتالات موجود در انواع خاصی از پی‌وی‌سی با آسم در کودکان و بزرگسالان مرتبط است. در حالی که قرارگرفتن در معرض آفت‌کش‌ها با ایجاد آسم مرتبط است، هنوز رابطه علت و معلولی ایجاد نشده است. یک فراتحلیل به این نتیجه رسید که اجاق‌های گاز یک عامل خطر اصلی برای آسم هستند، یافتن حدود یک مورد از هر هشت مورد را در ایالات متحده می‌توان به این موارد نسبت داد
اکثر شواهد از نقش علتی بین پاراستامول (استامینوفن) یا مصرف آنتی‌بیوتیک و آسم پشتیبانی نمی‌کنند. یک بررسی سیستماتیک در سال ۲۰۱۴ نشان داد که ارتباط بین مصرف پاراستامول و آسم با در نظر گرفتن عفونت‌های تنفسی ناپدید شد. استرس روانی مادر در دوران بارداری یک عامل خطر برای کودک برای ابتلا به آسم است.
آسم با قرارگرفتن در معرض آلرژن‌های داخلی (فضای سرپوشیده) همراه است. آلرژن‌های رایج داخلی شامل کنه‌های گردوغبار، سوسک‌ها، شوره حیوانات (تکه‌هایی از خز یا پر) و کپک هستند. مشخص شده است که تلاش‌ها برای کاهش کنه‌های گردوغبار روی علائم در افراد حساس بی‌اثر است. شواهد ضعیف نشان می‌دهد که تلاش برای کاهش کپک با تعمیر ساختمان‌ها ممکن است به بهبود علائم آسم در بزرگسالان کمک کند. برخی از عفونت‌های تنفسی ویروسی، مانند ویروس سین‌سیشیال تنفسی و راینوویروس، ممکن است خطر ابتلا به آسم را در دوران کودکی افزایش دهند. با این حال، برخی عفونت‌های دیگر ممکن است خطر را کاهش دهند.

#### فرضیه بهداشت
فرضیه بهداشت تلاش می‌کند تا میزان افزایش‌یافته آسم را در سرتاسر جهان به عنوان یک نتیجه مستقیم و ناخواسته کاهش مواجهه در دوران کودکی با باکتری‌ها و ویروس‌های غیربیماری‌زا توضیح دهد پیشنهاد شده که کاهش قرار گرفتن در معرض باکتری‌ها و ویروس‌ها تا حدی به دلیل افزایش پاکیزگی و کاهش تعداد خانواده در جوامع مدرن است. قرار گرفتن در معرض سم (اندوتوکسین) باکتریایی در اوایل کودکی ممکن است از پیشرفت آسم جلوگیری کند، اما قرار گرفتن در معرض آن در سنین بالاتر ممکن است باعث انقباض برونش شود. شواهدی که از فرضیه بهداشت حمایت می‌کنند شامل نرخ پایین‌تر آسم در مزارع و خانواده‌های دارای حیوانات خانگی است.
استفاده از آنتی‌بیوتیک‌ها در اوایل زندگی با ایجاد آسم مرتبط است. همچنین، زایمان از طریق سزارین با افزایش خطر ابتلا به آسم (۲۰تا ۸۰درصد تخمین زده می‌شود) مرتبط است - این خطر افزایش‌یافته به فقدان رشد و تکثیر باکتریایی سالم نسبت داده می‌شود که نوزاد از عبور از کانال تولد به دست می‌آورد. ارتباطی بین آسم و میزان ثروت وجود دارد که ممکن است با فرضیه بهداشت مرتبط باشد، زیرا افراد کمتر مرفه اغلب بیشتر در معرض باکتری‌ها و ویروس‌ها قرار می‌گیرند.

### علل ژنتیکی
| سطح اندوتوکسین | CC ژنوتیپ  | TT ژنوتیپ  |
| -------------- | ---------- | ---------- |
| در معرض زیاد   | ریسک پایین | ریسک بالا  |
| در معرض کم     | ریسک بالا  | ریسک پایین |

سابقه خانوادگی یک عامل خطر برای آسم بوده و ژن‌های مختلفی در آن دخیل هستند. اگر یکی از دوقلوهای همسان مبتلا شود، احتمال ابتلای دیگری به این بیماری تقریباً ۲۵ درصد است. تا پایان سال ۲۰۰۵، تعداد ۲۵ ژن با آسم در شش یا چند جمعیت جداگانه مرتبط بودند، از جمله GSTM1, IL10, CTLA-4, SPINK5, LTC4S, IL4R ADAM33. بسیاری از این ژن‌ها مربوط به سیستم ایمنی یا تعدیل‌کننده التهاب هستند. حتی میان این فهرست از ژن‌هایی که توسط مطالعات بسیار تکراری پشتیبانی می‌شوند، نتایج بین همه جمعیت‌های آزمایش‌شده یکسان نبوده است. در سال ۲۰۰۶ بیش از ۱۰۰ ژن فقط در یک مطالعه ارتباط ژنتیکی با آسم مرتبط بودند. ;
برخی از انواع ژنتیکی فقط زمانی ممکن است باعث آسم شوند که با قرارگرفتن در معرض محیطی خاص ترکیب شوند. به عنوان مثال یک پلی‌مورفیسم (چند-شکلی) تک‌نوکلئوتیدی خاص در ناحیه CD14 و قرارگرفتن در معرض اندوتوکسین (یک محصول باکتریایی) است. قرار گرفتن در معرض اندوتوکسین می‌تواند از چندین منبع محیطی از جمله دود تنباکو، سگ‌ها و مزارع باشد؛ بنابراین، خطر ابتلا به آسم توسط ژنتیک فرد و سطح قرارگرفتن در معرض اندوتوکسین تعیین می‌شود.

### بیماری‌ها
التهاب پوستی آتوپیک، التهاب بینی آلرژیک و آسم را آتوپی می‌نامند. قوی‌ترین عامل خطر برای ابتلا به آسم، سابقه بیماری آتوپیک است. ; آسم در افرادی که اگزما یا تب یونجه دارند با نرخ بسیار بیشتری رخ می‌دهد. آسم با گرانولوماتوز ائوزینوفیلیک همراه با پلی‌آنژیت (که قبلاً به عنوان سندرم چرگ-استراوس شناخته می‌شد)، یک بیماری خودایمنی و التهاب رگ همراه است. افراد مبتلا به انواع خاصی از کهیر ممکن است دچار علائم آسم نیز شوند.
بین چاقی و خطر ابتلا به آسم همبستگی وجود دارد که هر دو در سال‌های اخیر افزایش یافته‌اند. عوامل متعددی از جمله کاهش عملکرد تنفسی به دلیل تجمع چربی و این واقعیت که بافت چربی منجر به یک حالت پیش‌التهابی می‌شود، ممکن است نقش داشته‌باشد.
داروهای مسدودکننده بتا مانند پروپرانولول می‌توانند باعث ایجاد آسم در افراد مستعد شوند. [با این حال، داروهای مسدودکننده بتا انتخابی قلبی، در افراد مبتلا به بیماری خفیف یا متوسط، بی‌خطر به نظر می‌رسند. دیگر داروهایی که می‌توانند در بیماران آسمی مشکلاتی ایجاد کنند، مهارکننده‌های آنزیم مبدل آنژیوتانسین، آسپرین و داروهای ضدالتهاب غیراستروئیدی هستند. استفاده از داروهای سرکوب کننده اسید (مهارکننده‌های پمپ پروتون و مسدودکننده‌های H2) در دوران بارداری با افزایش خطر ابتلا به آسم در کودک مرتبط است.

### تشدید حملات
برخی از افراد برای هفته‌ها یا ماه‌ها آسم پایدار دارند و سپس به‌طور ناگهانی دچار یک دوره آسم حاد می‌شوند. افراد مختلف به گونه‌های مختلف به عوامل مختلف واکنش نشان می‌دهند. بیشتر افراد ممکن است در اثر تعدادی از عوامل محرک دچار تشدید شدید شوند.
عوامل خانگی که می‌توانند منجر به تشدید آسم شوند، عبارتند از گرد و غبار، ذرات حاصل از حیوانات (به ویژه موی گربه و سگ)، مواد حساسیت‌زای سوسک و کپک. عطرها یکی از علل شایع حملات حاد در زنان و کودکان هستند. هر دو عفونت ویروسی و باکتریایی دستگاه تنفسی فوقانی می‌توانند بیماری را بدتر کنند. استرس روانی ممکن است علائم را بدتر کند - تصور می‌شود که استرس سیستم ایمنی را تغییر داده و در نتیجه پاسخ التهابی راه هوایی را به آلرژن‌ها و محرک‌ها افزایش می‌دهد
تشدید آسم در کودکان مدرسه‌ای در پاییز، اندکی پس از بازگشت کودکان به مدرسه، به اوج خود می‌رسد. این ممکن است منعکس‌کننده ترکیبی از عوامل، از جمله تبعیت ضعیف از درمان، افزایش قرارگرفتن در معرض آلرژن و ویروس، و تغییر تحمل ایمنی باشد. شواهد محدودی برای راهنمایی رویکردهای احتمالی برای کاهش تشدیدهای پاییزی وجود دارد، اما درمان فصلی امالیزوماب در حالی که هزینه‌بر است، از چهار تا شش هفته پیش از بازگشت به مدرسه ممکن است تشدید آسم پاییزی را کاهش دهد.

## آسیب‌شناسی - فیزیولوژی
آسم نتیجه التهاب مزمن ناحیه هدایت‌کننده راه‌های هوایی (به ویژه نایژه‌ها و نایژک‌ها) است که متعاقباً منجر به افزایش انقباض‌پذیری عضلات صاف می‌شود.  این عامل میان دیگر موارد منجر به حملات تنگی راه هوایی و علائم کلاسیک خس‌خس سینه می‌شود.  باریک‌شدن راه هوایی معمولاً با یا بدون درمان قابل برگشت است.  گاهی‌اوقات خود راه‌های هوایی تغییر می‌کنند. تغییرات معمولی در راه‌های هوایی شامل افزایش ائوزینوفیل‌ها و ضخیم‌شدن بافت همبند مشبک است.  به‌طور مزمن، ماهیچه صاف مجاری هوایی ممکن است همراه با افزایش تعداد غدد مخاطی افزایش یابند.  دیگر انواع سلول‌های درگیر شامل لنفوسیت‌های T، ماکروفاژها و نوتروفیل‌ها هستند.  همچنین ممکن است دیگر اجزای سیستم ایمنی، از جمله سیتوکین‌ها، کموکاین‌ها، هیستامین و لکوترین‌ها درگیر باشند.

## تشخیص آسم
در حالی که آسم یک بیماری کاملاً شناخته شده است، یک تعریف مورد توافق جهانی وجود ندارد. این بیماری توسط ابتکار جهانی برای آسم به عنوان «یک اختلال التهابی مزمن مجاری هوایی که در آن سلول‌ها و عناصر سلولی بسیاری نقش دارند»، تعریف می‌شود. التهاب مزمن با افزایش حساسیت راه هوایی مرتبط است که به دوره‌هایی از سرفه، تنگی نفس، احساس تنگی در قفسه سینه و سرفه به‌ویژه در شب یا اوایل صبح منجر می‌شود. این دوره‌ها معمولاً با انسداد گسترده اما متغیر جریان هوا در ریه همراه است که اغلب به‌طور خودبه‌خود یا با درمان قابل برگشت است.
در حال حاضر هیچ آزمایش دقیقی برای تشخیص وجود ندارد، و معمولاً بر اساس الگوی نشانه‌ها و پاسخ به درمان در طول زمان تشخیص گذاشته می‌شود. اگر سابقه خس‌خس مکرر، سرفه یا مشکل تنفسی وجود داشته باشد و این علائم به دلیل ورزش، عفونت‌های ویروسی، مواد حساسیت‌زا یا آلاینده هوا رخ دهند یا بدتر شوند، ممکن است به آسم مشکوک شوند. سپس از اسپیرومتری برای تأیید تشخیص استفاده می‌شود. در کودکان زیر شش سال، تشخیص دشوارتر است، زیرا آنها برای انجام اسپیرومتری بسیار کوچک هستند.

### اسپیرومتری
انجام اسپیرومتری برای کمک به تشخیص و مدیریت بیماری توصیه می‌شود. این تست بهترین آزمایش برای آسم است.  اگر FEV1 اندازه‌گیری شده با این روش بیش از ۱۲ درصد بهبود یابد و حداقل ۲۰۰ میلی لیتر پس از تجویز یک نایژه گشادکننده مانند سالبوتامول افزایش یابد، تشخیص را تأیید می‌کند.  با این حال ممکن است در کسانی که سابقه آسم خفیف دارند، طبیعی باشد. از آنجایی که کافئین در افراد مبتلا به آسم یک گشادکننده نایژه است، استفاده از کافئین پیش از آزمایش عملکرد ریه ممکن است با نتایج تداخل داشته باشد. ظرفیت انتشار تک‌تنفسی می‌تواند به افتراق آسم از COPD کمک کند. انجام اسپیرومتری هر یک یا دو سال یکبار برای بررسی میزان کنترل آسم فرد منطقی است.

### دیگر موارد
چالش متاکولین شامل استنشاق افزایش غلظت ماده‌ای است که باعث تنگ‌شدن راه هوایی در افراد مستعد می‌شود. اگر منفی باشد، به این معنی است که فرد مبتلا به آسم نیست.  اما اگر مثبت باشد، وجود بیماری را اثبات نمی‌کند.
دیگر شواهد حمایتی عبارتند از: اختلاف ≥۲۰ درصد در اوج جریان بازدمی حداقل در سه روز در هفته به مدت حداقل دو هفته، بهبود ≥۲۰ درصد اوج جریان پس از درمان با سالبوتامول، کورتیکواستروئیدهای استنشاقی یا پردنیزون، یا ≥۲۰ درصد کاهش در اوج جریان به دنبال قرار گرفتن در معرض یک محرک. با این حال، آزمایش حداکثر جریان بازدمی نسبت به اسپیرومتری متغیرتر است و بنابراین برای تشخیص معمول توصیه نمی‌شود.  ممکن است برای نظارت روزانه خود در افراد مبتلا به بیماری متوسط تا شدید و برای بررسی اثربخشی داروهای جدید مفید باشد. همچنین ممکن است در هدایت درمان در کسانی که تشدید حاد دارند، مفید باشد.

### طبقه‌بندی
| شدت علائم   | تناوب علائم | علائم شبانه   | %FEV1 تغییرات پیش‌بینی شده | FEV1 تغییرپذیری | SABA استفاده از |
| ----------- | ----------- | ------------- | ------------------------- | --------------- | --------------- |
| متناوب      | ≤۲/هفته     | ≤۲/ماه        | ≥۸۰٪                      | <۲۰٪            | ≤۲ روز در هفته  |
| پایدار خفیف | >۲/هفته     | ۳–۴/ماه       | ≥۸۰٪                      | ۲۰–۳۰٪          | >۲ روز در هفته  |
| متوسط مداوم | روزانه      | >۱/هفته       | ۶۰–۸۰٪                    | >۳۰٪            | روزانه          |
| شدید مداوم  | به‌طور مداوم | مکرر (۷/هفته) | <۶۰٪                      | >۳۰٪            | ≥ دو بار در روز |

آسم از نظر بالینی بر اساس فراوانی علائم، حجم بازدم اجباری در یک ثانیه (FEV1) و حداکثر سرعت بازدم طبقه‌بندی می‌شود. آسم همچنین ممکن است به عنوان آتوپیک (خارجی) یا غیرآتوپیک (داخلی) طبقه‌بندی شود، بر اساس اینکه آیا علائم توسط مواد حساسیت‌زا (آتوپیک) ایجاد می‌شود یا خیر (غیرآتوپیک). در حالی که آسم بر اساس شدت طبقه‌بندی می‌شود، در حال حاضر هیچ روش روشنی برای طبقه‌بندی زیرگروه‌های مختلف آسم فراتر از این سیستم وجود ندارد. یافتن راه‌هایی برای شناسایی زیرگروه‌هایی که به انواع مختلف درمان‌ها به خوبی پاسخ می‌دهند، یک هدف حیاتی کنونی تحقیقات آسم است. اخیراً آسم بر اساس ارتباط آن با التهاب نوع ۲ یا التهاب غیر نوع ۲ طبقه‌بندی شده است. این رویکرد به طبقه‌بندی وابسته به ایمنی‌شناسی با درک در حال توسعه از فرآیندهای ایمنی اساسی و توسعه رویکردهای درمانی که التهاب نوع ۲ را هدف قرار می‌دهد هدایت می‌شود.
اگرچه آسم یک وضعیت انسدادی مزمن است، به عنوان بخشی از بیماری مزمن انسدادی ریه در نظر گرفته نمی‌شود، زیرا این اصطلاح به‌طور خاص به ترکیبی از بیماری‌هایی اشاره دارد که غیرقابل برگشت هستند مانند برونشکتازی (بزرگی قسمت‌هایی از راه‌های هوایی ریه) و آمفیزم (بزرگی کیسه‌های هوایی ریه). برخلاف این بیماری‌ها، انسداد راه هوایی در آسم معمولاً برگشت‌پذیر است. با این حال، اگر درمان نشود، التهاب مزمن ناشی از آسم می‌تواند منجر به انسداد غیرقابل برگشت ریه‌ها به دلیل بازسازی راه هوایی شود. برخلاف آمفیزم، آسم برونش‌ها را تحت تأثیر قرار می‌دهد، نه کیسه‌های هوایی را. ترکیب آسم با جزئی از انسداد غیرقابل برگشت راه هوایی را سندرم همپوشانی آسم (ACOS)-بیماری انسدادی مزمن (COPD) می‌نامند. در مقایسه با دیگر افراد مبتلا به آسم «خالص» یا COPD، افراد مبتلا به ACOS عوارض، مرگ‌ومیر و احتمالاً بیماری‌های همراه بیشتری را نشان می‌دهند.

#### تشدید آسم
| تقریباً کشنده                      | نزدیک به مرگ PaCO2 بالا تقریباً کشنده، یا نیاز به تهویه مکانیکی، یا هر دو | نزدیک به مرگ PaCO2 بالا تقریباً کشنده، یا نیاز به تهویه مکانیکی، یا هر دو |
| تهدیدات زندگی (هر کدام از)        |                                                                          |                                                                          |
| علائم بالینی                      | اندازه‌گیری‌ها                                                             |                                                                          |
| تغییر سطح هوشیاری                 | حداکثر جریان < ۳۳٪                                                       |                                                                          |
| خستگی                             | اشباع اکسیژن < ۹۲٪                                                       |                                                                          |
| آریتمی                            | PaO2 < ۸ kPa                                                             |                                                                          |
| فشار خون پایین                    | "طبیعی" PaCO2                                                            |                                                                          |
| کبودی                             |                                                                          |                                                                          |
| سینه بی صدا                       |                                                                          |                                                                          |
| تلاش تنفسی ضعیف                   |                                                                          |                                                                          |
| حاد شدید (هر کدام از)             |                                                                          |                                                                          |
| اوج جریان ۳۳–۵۰٪                  |                                                                          |                                                                          |
| تعداد تنفس ≥ ۲۵ نفس در دقیقه      |                                                                          |                                                                          |
| ضربان قلب ≥ ۱۱۰ ضربه در دقیقه     |                                                                          |                                                                          |
| قادر به تکمیل جملات در یک‌نفس نیست |                                                                          |                                                                          |
| متوسط                             | علائم بدتر شدن                                                           | علائم بدتر شدن                                                           |
| متوسط                             | حداکثر جریان ۵۰–۸۰٪ بهترین یا پیش‌بینی شده است                            |                                                                          |
| متوسط                             | هیچ ویژگی آسم حاد شدید وجود ندارد                                        |                                                                          |

تشدید حاد آسم معمولاً به عنوان حمله آسم شناخته می‌شود. علائم کلاسیک عبارتند از تنگی نفس، خس‌خس سینه و احساس تنگی در قفسه سینه. خس‌خس سینه اغلب هنگام بازدم است. در حالی که اینها نشانه‌های اولیه آسم هستند، برخی از افراد عمدتاً با سرفه ظاهر می‌شوند، و در موارد شدید، حرکت هوا ممکن است به‌طور قابل توجهی مختل شود، به‌طوری که صدای خس‌خس شنیده نمی‌شود. در کودکان، درد قفسه سینه اغلب وجود دارد.
علائمی که حین حمله آسم رخ می‌دهد، عبارتند از استفاده از عضلات کمکی تنفسی (ماهیچه جناغی‌پستانکی و ماهیچه‌های نردبانی)، و ممکن است نبض متناقض (نبض که هنگام دم ضعیف‌تر و هنگام بازدم قوی‌تر است) و تورم بیش از حد قفسه سینه وجود داشته باشد. رنگ آبی پوست و ناخن می‌تواند در اثر کمبود اکسیژن ایجاد شود.
در یک تشدید خفیف، اوج جریان بازدمی (PEFR)، ≥۲۰۰ لیتر/دقیقه یا ≥۵۰ درصد از بهترین مقدار پیش‌بینی شده است. متوسط بین ۸۰ تا ۲۰۰ لیتر در دقیقه یا ۲۵ تا ۵۰ درصد از بهترین مقدار پیش‌بینی‌شده، در حالی که شدید به صورت ≤ ۸۰ لیتر در دقیقه یا ≤۲۵ درصد از بهترین مقدار پیش‌بینی‌شده تعریف می‌شود.
آسم حاد شدید، که قبلاً به عنوان وضعیت آسماتیکوس (Asthmaticus) شناخته می‌شد، یک تشدید حاد آسم است که به درمان‌های استاندارد برونکودیلاتورها و کورتیکواستروئیدها پاسخ نمی‌دهد. نیمی از موارد به دلیل عفونت و دیگر موارد ناشی از آلرژن، آلودگی هوا، یا استفاده ناکافی یا نامناسب از دارو است.
آسم شکننده نوعی آسم است که با حملات مکرر و شدید قابل تشخیص است. آسم شکننده نوع ۱ یک بیماری است که علیرغم مصرف داروی شدید، تنوع وسیعی در اوج جریان دارد. آسم شکننده نوع ۲، آسم به خوبی کنترل شده با پس‌زمینه با تشدید شدید ناگهانی است.

#### آسم ناشی از ورزش
ورزش می‌تواند باعث تنگی نایژه در افراد مبتلا به آسم یا بدون آسم شود. این بیماری در اکثر افراد مبتلا به آسم و تا ۲۰ درصد از افراد بدون آسم رخ می‌دهد. انقباض برونش ناشی از ورزش در ورزشکاران حرفه‌ای رایج است. بالاترین میزان میان دوچرخه‌سواران (تا ۴۵ درصد)، شناگران، و اسکی‌بازان صحرایی است. در حالی که ممکن است در هر شرایط آب‌وهوایی رخ دهد، زمانی که هوا خشک و سرد است بیشتر رایج است. بتا۲ آگونیست‌های استنشاقی به نظر نمی‌رسد عملکرد ورزشی را بین افراد بدون آسم بهبود بخشند، ; با این حال، دوزهای خوراکی ممکن است استقامت و قدرت را بهبود بخشند.

#### آسم شغلی
آسم در اثر (یا بدتر شدن) قرارگرفتن در محل کار، یک بیماری شغلی شایع گزارش شده است. با این حال، بسیاری از موارد گزارش یا به رسمیت شناخته نشده‌اند. تخمین زده می‌شود که ۵ تا ۲۵ درصد از موارد آسم در بزرگسالان مربوط به کار باشد. چند صد عامل مختلف دخیل در این نوع دخیل هستند که رایج‌ترین آنها عبارتند از: ایزوسیانات‌ها، غبار غلات و چوب، رزین، لاتکس، ریزش لحیم کاری، حیوانات و آلدئیدها.   مشاغل مرتبط با بالاترین خطر مشکلات عبارتند از: کسانی که رنگ‌پاشی می‌کنند، نانواها و کسانی که غذا را فرآوری می‌کنند، پرستاران، کارگران شیمیایی، کسانی که با حیوانات کار می‌کنند، جوشکاران، آرایشگران و کارگران چوب.

#### بیماری تنفسی تشدید شده با آسپرین
بیماری تنفسی تشدید شده با آسپرین (AERD)، همچنین به عنوان آسم ناشی از آسپرین شناخته می‌شود، تا ۹ درصد از مبتلایان به آسم را تحت تأثیر قرار می‌دهد. AERD شامل آسم، پولیپ بینی، بیماری سینوسی، و واکنش‌های تنفسی به آسپرین و دیگر داروهای NSAID (مانند ایبوپروفن و ناپروکسن) است. افراد اغلب دچار از دست دادن بویایی می‌شوند و بیشتر دچار واکنش‌های تنفسی به الکل می‌شوند.

#### آسم ناشی از الکل
الکل ممکن است علائم آسم را در یک سوم افراد بدتر کند. این وضعیت ممکن است حتی در برخی از گروه‌های نژادی مانند ژاپنی‌ها و کسانی که بیماری تنفسی تشدید شده با آسپرین دارند، شایع‌تر باشد. مطالعات دیگر بهبود علائم آسم ناشی از الکل را نشان داده‌اند.

#### آسم غیرآتوپیک
آسم غیرآتوپیک که تحت عنوان ذاتی یا غیرآلرژیک نیز شناخته می‌شود، بین ۱۰ و ۳۳ درصد موارد را تشکیل می‌دهد.  تست پوستی آن برای آلرژن‌های استنشاقی رایج منفی است.  اغلب در اواخر زندگی شروع می‌شود و زنان بیشتر از مردان مبتلا می‌شوند.  درمان‌های معمول ممکن است به خوبی مؤثر نباشند. این مفهوم که «غیرآتوپیک» مترادف با «غیر آلرژیک» است، توسط داده‌های اپیدمیولوژیک که شیوع آسم ارتباط نزدیکی با سطح سرمی IgE استاندارد شده برای سن و جنس دارد، زیر سؤال می‌رود، که نشان می‌دهد آسم تقریباً همیشه با نوعی واکنش مرتبط با IgE همراه است و بنابراین اساس آلرژیک دارد، اگرچه به نظر نمی‌رسد همه محرک‌های آلرژیکی که باعث آسم می‌شوند در مطالعات آلرژن‌های هوازی مورد مطالعه قرار گرفته باشند (فرضیه «آنتی‌ژن (های) گمشده») به عنوان مثال، یک مرور سیستماتیک و متاآنالیز به‌روز شده از خطر منتسب به جمعیت (PAR) نشانگرهای زیستی کلامیدیا پنومونیه در آسم مزمن نشان داد که PAR برای IgE اختصاصی C. pneumonia حدود ۴۷ درصد است.

#### آسم عفونی
اگر از بیماران سؤال شود، ممکن است گزارش دهند که اولین علائم آسم آنها پس از یک بیماری حاد دستگاه تنفسی تحتانی شروع شده است. این نوع تاریخچه را سندرم «آسم عفونی» (IA), یا «آسم مرتبط با عفونت» (AAWI) نامگذاری کرده‌اند تا شروع آسم مرتبط با عفونت را از ارتباط شناخته‌شده عفونت‌های تنفسی با تشدید آسم افتراق دهند. شیوع گزارش شده IA برای بزرگسالان از حدود ۴۰ درصد در یک بخش مراقبت‌های اولیه تا ۷۰ درصد در یک کلینیک تخصصی که عمدتاً بیماران مبتلا به آسم شدید را درمان می‌کند، متغیر است. شیوع واقعی جمعیت IA در آسم با شروع بزرگسالان ناشناخته است زیرا پزشکان برای استخراج این نوع تاریخچه به‌طور معمول آموزش ندیده‌اند و یادآوری آسم با شروع در کودکی چالش‌برانگیز است.

### تشخیص‌های افتراقی
بسیاری از شرایط دیگر می‌توانند علائمی را مشابه با علائم آسم ایجاد کنند.  در کودکان، علائم ممکن است به دلیل دیگر بیماری‌های راه هوایی فوقانی مانند رینیت آلرژیک و سینوزیت، همچنین دیگر علل انسداد راه هوایی از جمله جسم خارجی، تنگی نای، نرمی نای و حنجره، حلقه‌های عروقی، بزرگ شدن غدد لنفاوی یا توده‌های گردن باشد. التهاب نایژک (برونشیولیت) و دیگر عفونت‌های ویروسی نیز ممکن است باعث خس‌خس سینه شوند. بر اساس بیانیه انجمن تنفسی اروپا، ممکن است برچسب «آسم» برای کودکان پیش دبستانی مبتلا به خس‌خس سینه مناسب نباشد زیرا اطلاعات بالینی در مورد التهاب راه‌های هوایی وجود ندارد. در بزرگسالان، بیماری مزمن انسدادی ریه، نارسایی احتقانی قلب، توده‌های راه هوایی، و همچنین سرفه‌های ناشی از دارو به دلیل مهارکننده‌های ACE (آنزیم مبدل آنژیوتانسین) ممکن است علائم مشابهی را ایجاد کنند.  در هر دو جمعیت، اختلال عملکرد تارهای صوتی ممکن است به‌طور مشابه ظاهر شود.
بیماری انسدادی مزمن ریه می‌تواند همراه با آسم باشد و می‌تواند به عنوان عارضه آسم مزمن رخ دهد. پس از سن ۶۵ سالگی، اکثر افراد مبتلا به بیماری انسدادی راه هوایی، آسم و COPD خواهند داشت. در این شرایط، COPD را می‌توان با افزایش نوتروفیل‌های راه هوایی، افزایش غیرطبیعی ضخامت دیواره و افزایش عضله صاف در برونش‌ها متمایز کرد. با این حال، این سطح از بررسی به دلیل COPD و آسم که اصول مدیریت مشابهی دارند، انجام نمی‌شود: کورتیکواستروئیدها، بتا آگونیست‌های طولانی‌اثر، و ترک سیگار. این بیماری از نظر علائم شباهت زیادی به آسم دارد، با قرار گرفتن بیشتر در معرض دود سیگار، سن بالاتر، برگشت‌پذیری کمتر علائم پس از تجویز متسع‌کننده نایژه (برونکودیلاتور)، و کاهش احتمال سابقه خانوادگی آتوپی مرتبط است.

## پیشگیری
شواهد دال بر اثربخشی اقدامات برای جلوگیری از پیشرفت آسم ضعیف است. سازمان جهانی بهداشت کاهش عوامل خطر را مانند دود تنباکو، آلاینده‌های هوا، محرک‌های شیمیایی از جمله عطر و تعدادی از عفونت‌های دستگاه تنفسی تحتانی توصیه می‌کند. تلاش‌های دیگری که امیدوارکننده هستند، عبارتند از: محدود کردن قرار گرفتن در معرض دود در رحم، شیردهی، و افزایش قرار گرفتن در معرض مهدکودک یا خانواده‌های پرجمعیت، اما هیچ‌کدام به اندازه کافی حمایت نمی‌شوند که برای این اندیکاسیون توصیه شوند.
قرار گرفتن زودهنگام در معرض حیوانات خانگی ممکن است مفید باشند.  نتایج حاصل از قرار گرفتن در معرض حیوانات خانگی در زمان‌های دیگر قطعی نیست و تنها در صورت داشتن علائم آلرژیک به حیوان خانگی توصیه می‌شود که حیوانات خانگی از خانه خارج شوند.
اعمال محدودیت‌های غذایی در دوران بارداری یا تغذیه با شیر مادر در پیشگیری از آسم در کودکان مؤثر نیست و توصیه نمی‌شود. مصرف امگا ۳، رژیم غذایی مدیترانه‌ای و آنتی‌اکسیدان‌ها توسط برخی مطالعات پیشنهاد شده که ممکن است به پیشگیری از بحران کمک کنند، اما شواهد هنوز قطعی نیستند.
کاهش یا حذف ترکیبات شناخته‌شده برای افراد حساس از محل کار ممکن است مؤثر باشد. مشخص نیست که آیا واکسیناسیون سالانه آنفلوآنزا بر خطر تشدید تأثیر می‌گذارد یا خیر. با این حال، ایمن‌سازی توسط سازمان جهانی بهداشت توصیه می‌شود. ممنوعیت استعمال دخانیات در کاهش تشدید آسم مؤثر است.

## مدیریت بالینی
در حالی که هیچ درمانی برای آسم وجود ندارد، علائم معمولاً قابل بهبود هستند. مؤثرترین درمان برای آسم، شناسایی محرک‌هایی مانند دود سیگار، حیوانات خانگی یا دیگر آلرژن‌ها و از بین بردن قرار گرفتن در تماس با آنها است. اگر اجتناب از محرک کافی نباشد، استفاده از دارو توصیه می‌شود. داروهای دارویی بر اساس شدت بیماری و فراوانی علائم انتخاب می‌شوند. داروهای خاص برای آسم به‌طور کلی به دو دسته سریع‌الاثر و طولانی‌اثر طبقه‌بندی می‌شوند. داروهای ذکر شده در زیر در بهبود علائم آسم اثربخشی نشان داده‌اند، با این حال اثربخشی استفاده در «دنیای واقعی» محدود است زیرا حدود نیمی از افراد مبتلا به آسم در سرتاسر جهان، حتی در صورت درمان، تحت کنترل هستند. افراد مبتلا به آسم ممکن است تا حد مطلوبی کنترل نشوند یا به این دلیل که دوزهای بهینه داروهای آسم مؤثر نیستند (به نام آسم مقاوم به درمان) یا به این دلیل که نمی‌توانند (ناتوانی در پرداخت هزینه درمان، تکنیک ضعیف استفاده از داروهای استنشاقی) یا تمایلی به مصرف دوزهای بهینه (به نام «درمان دشوار» آسم) از داروهای تجویزشده آسم ندارند (اجتناب از عوارض جانبی کورتیکواستروئیدها). در عمل، برای بیمارانی که هرگز دوزهای بهینه داروهای آسم را مصرف نکرده‌اند، نمی‌توان دسته‌های «مقاوم» را از «درمان مشکل» تشخیص داد. یک موضوع مرتبط این است که کارآزمایی‌های اثربخشی درمان آسم که دستورالعمل‌های درمان دارویی مبتنی بر آنها منتشر می‌شوند، اکثر افراد مبتلا به آسم را به‌طور سیستماتیک حذف کرده‌اند. به عنوان مثال، کارآزمایی‌های درمان اثربخشی آسم همیشه افراد واجد شرایط دیگر را که سیگار می‌کشند حذف می‌کنند، و سیگار کارایی کورتیکواستروئیدهای استنشاقی را که پایه اصلی مدیریت کنترل آسم هستند، کاهش می‌دهد.
برونکودیلاتورها برای تسکین کوتاه‌مدت علائم توصیه می‌شوند.  در کسانی که حملات گاه‌به‌گاه دارند، به هیچ داروی دیگری نیاز نیست.  I اگر بیماری خفیف پایدار وجود داشته باشد (بیش از دو حمله در هفته)، کورتیکواستروئیدهای استنشاقی با دوز پایین یا به جای آن، آنتاگونیست لکوترین یا تثبیت‌کننده ماست‌سل از طریق خوراکی توصیه می‌شوند.  برای کسانی که حملات روزانه دارند، دوز بالاتری از کورتیکواستروئیدهای استنشاقی استفاده می‌شوند. در یک تشدید متوسط یا شدید، کورتیکواستروئیدهای خوراکی به این درمان‌ها اضافه می‌شوند.
افراد مبتلا به آسم دارای میزان بالاتری از اضطراب، استرس روانی و افسردگی هستند. این وضعیت با کنترل ضعیف‌تر آسم مرتبط است. درمان شناختی‌رفتاری ممکن است کیفیت زندگی، کنترل آسم و سطوح اضطراب را در افراد مبتلا به آسم بهبود بخشد.
بهبود دانش افراد در مورد آسم و استفاده از یک برنامه اقدام مکتوب به عنوان یکی از اجزای مهم مدیریت آسم شناسایی شده است. ارائه جلسات آموزشی که شامل اطلاعات مختص به فرهنگ یک فرد باشد احتمالاً مؤثر است. برای تعیین اینکه آیا افزایش آمادگی و دانش در مورد آسم میان کارکنان مدرسه و خانواده‌ها با استفاده از مداخلات خانگی و در مدرسه منجر به بهبود درازمدت ایمنی برای کودکان مبتلا به آسم می‌شود، انجام تحقیقات بیشتری ضروری است. مداخلات خود-مدیریتی آسم مبتنی بر مدرسه، که سعی در بهبود دانش در مورد آسم، محرک‌های آن و اهمیت مرور منظم پزشک دارد، ممکن است پذیرش در بیمارستان و ویزیت در بخش اورژانس را کاهش دهد. این مداخلات همچنین ممکن است تعداد روزهایی را که کودکان علائم آسم را نشان می‌دهند کاهش داده و ممکن است منجر به بهبودهای جزئی در کیفیت زندگی مرتبط با آسم شود. برای تعیین اینکه تصمیم‌گیری مشترک برای مدیریت درمانی بزرگسالان مبتلا به آسم مفید است یا خیر، یا اینکه یک برنامه اقدام شخصی برای آسم مؤثر و ضروری است یا خیر، انجام تحقیقات بیشتری ضروری است. برخی از افراد مبتلا به آسم از دستگاه اندازه‌گیری کننده درصد اشباع اکسیژن خون (پالس‌اکسی‌متر) برای نظارت بر سطح اکسیژن خون خود در طول حمله آسم استفاده می‌کنند. با این حال، هیچ شواهدی در مورد استفاده در این موارد وجود ندارد.

### اصلاح سبک زندگی
اجتناب از محرک‌ها جزء کلیدی بهبود کنترل و جلوگیری از بروز حملات است. شایع‌ترین محرک‌ها عبارتند از آلرژن‌ها، دود (از تنباکو یا منابع دیگر)، آلاینده‌های هوا، مسدودکننده‌های بتا غیرانتخابی، و غذاهای حاوی سولفیت کشیدن سیگار و دود دست دوم (دود غیرفعال) ممکن است اثربخشی داروهایی را مانند کورتیکواستروئیدها کاهش دهد. قوانینی که سیگار کشیدن را محدود می‌کنند، تعداد افرادی را که به دلیل آسم در بیمارستان بستری می‌شوند، کاهش می‌دهد. اقدامات کنترل‌کننده گرد و غبار، از جمله فیلتر هوا، مواد شیمیایی برای از بین بردن کنه‌ها، استفاده از جاروبرقی، روکش تشک و روش‌های دیگر هیچ تأثیری بر علائم آسم نداشتند. شواهد کافی وجود ندارد که نشان دهد رطوبت‌گیرها برای کنترل آسم مفید هستند.
به‌طور کلی، ورزش در افراد مبتلا به آسم پایدار مفید است. یوگا می‌تواند بهبودهای کوچکی در کیفیت زندگی و علائم در افراد مبتلا به آسم ایجاد کند. برای تعیین اینکه کاهش وزن چقدر بر بهبود کیفیت زندگی، استفاده از خدمات مراقبت‌های سلامت و اثرات نامطلوب برای افراد مبتلا به آسم در هر سنی مؤثر است، تحقیقات بیشتری ضروری است.

### داروها
داروهای مورد استفاده برای درمان آسم به دو دسته کلی تقسیم می‌شوند: داروهای تسکین‌دهنده سریع که برای درمان علائم حاد استفاده می‌شوند، و داروهای کنترل طولانی‌مدت برای جلوگیری از تشدید بیشتر. به‌طور کلی برای بدتر شدن ناگهانی علائم یا برای درمان آسم در هر زمانی نیازی به آنتی‌بیوتیک نیست.

#### داروهای تشدید آسم

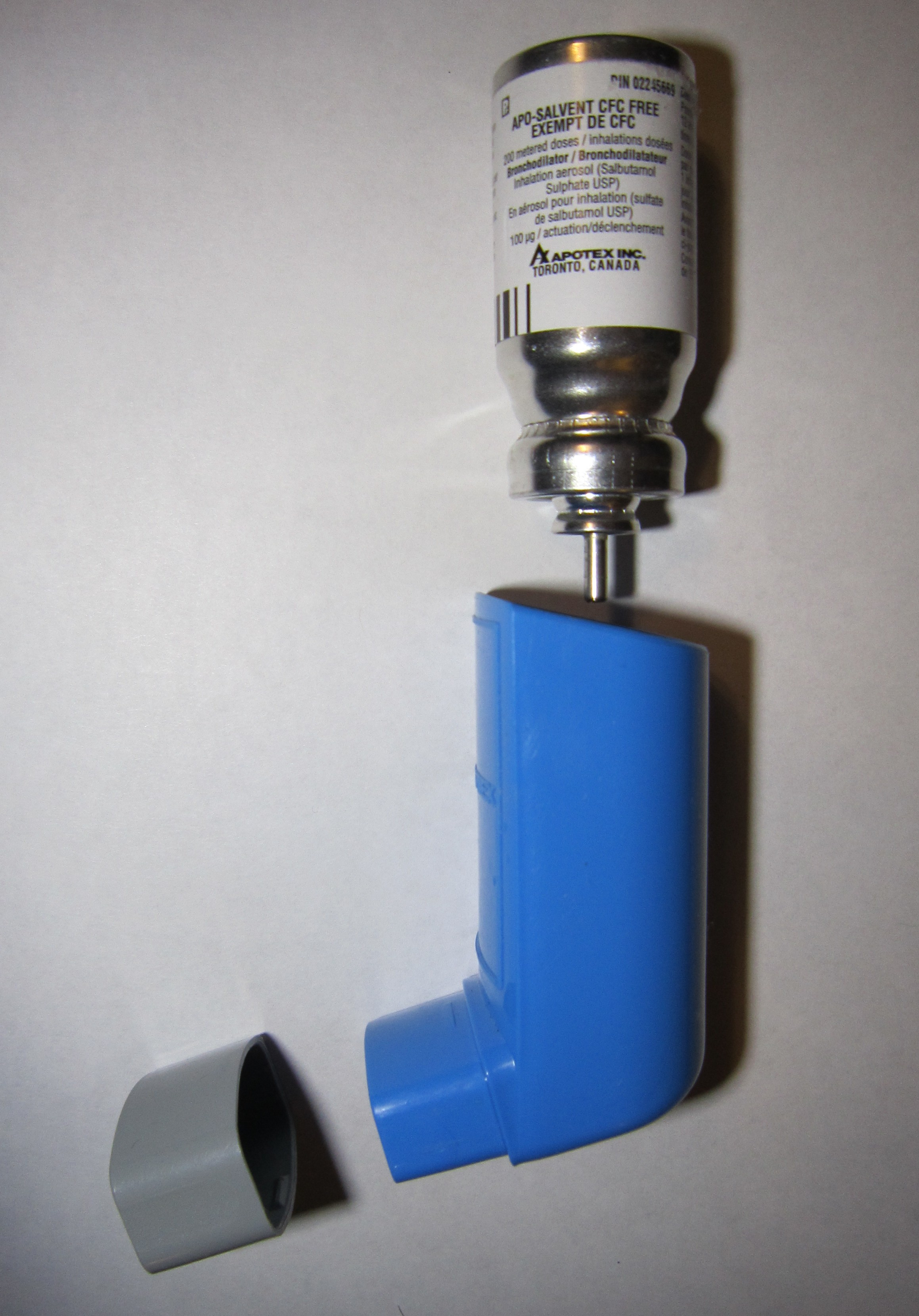
استنشاقی با دوز اندازه‌گیری شده سالبوتامول که معمولاً برای درمان حملات آسم استفاده می‌شود

- آگونیست‌های گیرنده بتا ۲ آدرنرژیک کوتاه‌اثر (SABA)، مانند سالبوتامول (albuterol USAN) خط اول درمان برای علائم آسم هستند.[۸] استفاده از آنها پیش از ورزش در کسانی که علائم ناشی از ورزش دارند، توصیه می‌شوند.[۱۸۵]
- داروهای آنتی‌کولینرژیک، مانند ایپراتروپیوم، در صورت استفاده همراه با SABA در افرادی که علائم متوسط یا شدید دارند، فواید بیشتری ارائه می‌دهند و ممکن است از بستری‌شدن در بیمارستان جلوگیری کنند.[۸][۱۸۶][۱۸۷] اگر فرد نتواند SABA را تحمل کند، می‌توان از متسع‌کننده‌های نایژه (برونکودیلاتور) آنتی‌کولینرژیکی نیز استفاده کرد.[۱۰۶] اگر کودک نیاز به بستری شدن در بیمارستان داشته باشد، به نظر نمی‌رسد که ایپراتروپیوم اضافی بیش از SABA کمک کند.[۱۸۸] برای کودکان بالای ۲ سال با علائم حاد آسم، داروهای آنتی‌کولینرژیک استنشاقی که به تنهایی مصرف می‌شوند، بی‌خطر هستند، اما به اندازه SABA یا SABA استنشاقی همراه با داروهای آنتی‌کولینرژیک استنشاقی مؤثر نیستند.[۱۸۹][۱۸۶] بزرگسالانی که داروهای استنشاقی ترکیبی شامل آنتی‌کولینرژیک‌های کوتاه‌اثر و SABA دریافت می‌کنند ممکن است در معرض خطر افزایش عوارض جانبی مانند لرزش، بی‌قراری و تپش قلب باشند.[۱۸۷]
- گیرنده آدرنرژیک قدیمی‌تر و غیرانتخابی، مانند اپی‌نفرین استنشاقی، اثربخشی مشابهی با SABA دارند،[۱۹۰] اما به دلیل نگرانی در مورد تحریک بیش از حد قلب، مصرف آنها توصیه نمی‌شوند.[۱۹۱]
- کورتیکواستروئیدها همچنین به دلیل خواص ضدالتهابی خود می‌توانند به فاز حاد تشدید کمک کنند. فواید کورتیکواستروئیدهای سیستمیک و خوراکی به خوبی ثابت شده است. همچنین می‌توان از کورتیکواستروئیدهای استنشاقی یا نبولیزه استفاده کرد.[۱۴۹] برای بزرگسالان و کودکانی که به دلیل آسم حاد در بیمارستان بستری هستند، کورتیکواستروئیدهای سیستمیک (IV) علائم را بهبود می‌بخشند.[۱۹۲][۱۹۳] A یک دوره کوتاه کورتیکواستروئید پس از تشدید حاد آسم ممکن است به پیشگیری از عود و کاهش بستری‌شدن در بیمارستان کمک کند.[۱۹۴]
- داروهای دیگر که کمتر ثابت شده‌اند، سولفات منیزیم و هلیوم مخلوط با اکسیژن داخل وریدی یا نبولیزه شده هستند. آمینوفیلین نیز می‌تواند با احتیاط استفاده شود.[۱۴۹]
- در صورت هیپوکسمی شدید، تهویه مکانیکی آخرین راه حل است.[۱۴۹]
- تجویز داخل وریدی داروی آمینوفیلین در مقایسه با درمان استاندارد آگونیست بتا۲ استنشاقی، بهبودی در اتساع برونش ایجاد نمی‌کند.[۱۹۵] درمان آمینوفیلین با عوارض جانبی بیشتری در مقایسه با درمان استنشاقی بتا۲ آگونیست همراه است.[۱۹۵]

#### کنترل بلند مدت

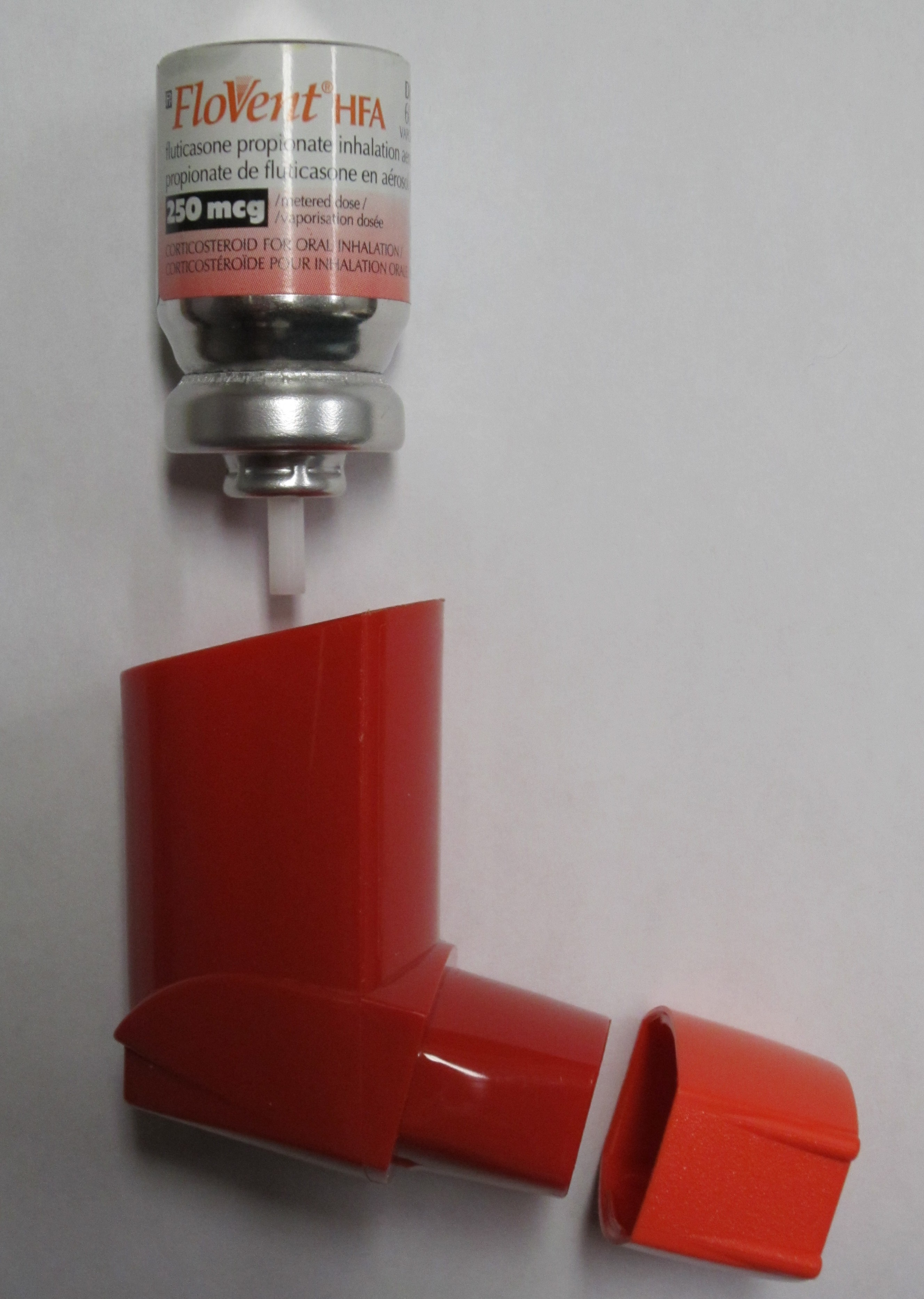
استنشاقی با دوز اندازه‌گیری شده فلوتیکازون پروپیونات که معمولاً برای کنترل طولانی مدت استفاده می‌شود

- کورتیکواستروئیدها به‌طور کلی مؤثرترین درمان موجود برای کنترل طولانی‌مدت در نظر گرفته می‌شوند.[۱۵۴] معمولاً از فرم‌های استنشاقی آنها استفاده می‌شود، مگر در مورد بیماری شدید مداوم، که ممکن است به کورتیکواستروئیدهای خوراکی نیاز باشد.[۱۵۴] مقدار مصرف بستگی به شدت علائم دارد.[۱۹۶] دوز بالا و استفاده طولانی‌مدت ممکن است منجر به بروز عوارض جانبی رایج شود که عبارتند از: تأخیر در رشد، سرکوب آدرنال، و پوکی استخوان.[۱۴۹] به نظر می‌رسد استفاده مداوم (روزانه) از کورتیکواستروئید استنشاقی، به جای استفاده متناوب از آن، نتایج بهتری را در کنترل تشدید آسم ارائه می‌دهد.[۱۴۹] کورتیکواستروئیدهای رایج مورد استفاده عبارتند از بودزوناید، فلوتیکازون، مومتازون و سیکله‌زونید.[۱۴۹]
- آگونیست‌های گیرنده بتا آدرنرژیک طولانی‌اثر (LABA) مانند سالمترول و فورموترول می‌توانند کنترل آسم را حداقل در بزرگسالان، زمانی که همراه با کورتیکواستروئیدهای استنشاقی تجویز می‌کنند، بهبود بخشند.[۱۹۷][۱۹۸] در کودکان این مزیت نامشخص است.[۱۹۷][۱۹۹][۱۹۸] هنگامی که بدون استروئید استفاده می‌شوند، خطر عوارض جانبی شدید را افزایش می‌دهند،[۲۰۰] و با کورتیکواستروئیدها ممکن است کمی خطر را افزایش دهند.[۲۰۱][۲۰۲] شواهد نشان می‌دهد برای کودکانی که آسم مداوم دارند، یک رژیم درمانی که شامل LABA اضافه‌شده به کورتیکواستروئیدهای استنشاقی است، ممکن است عملکرد ریه را بهبود بخشد، اما میزان تشدیدهای جدی را کاهش نمی‌دهد.[۲۰۳] کودکانی که به LABA به عنوان بخشی از درمان آسم خود نیاز دارند، ممکن است نیاز به مراجعه بیشتر به بیمارستان داشته باشند.[۲۰۳]
- آنتاگونیست‌های گیرنده لوکوترین (عوامل ضدلکوترین مانند مونته‌لوکاست و زافیر لوکاست) ممکن است علاوه بر کورتیکواستروئیدهای استنشاقی، معمولاً همراه با LABA نیز استفاده شوند.[۱۸][۲۰۴][۲۰۵][۲۰۶] برای بزرگسالان یا نوجوانانی که آسم مداوم دارند که به خوبی کنترل نمی‌شود، افزودن عوامل ضدلکوترین به همراه کورتیکواستروئیدهای استنشاقی روزانه، عملکرد ریه را بهبود می‌بخشد و خطر تشدید آسم متوسط و شدید را کاهش می‌دهد.[۲۰۵] عوامل ضدلکوترین ممکن است به تنهایی برای نوجوانان و بزرگسالان مؤثر باشند، با این حال هیچ تحقیق واضحی وجود ندارد که نشان دهد کدام افراد مبتلا به آسم از گیرنده ضدلکوترین به تنهایی سود می‌برند.[۲۰۷] در افراد زیر پنج سال، داروهای ضدلکوترین اضافی پس از کورتیکواستروئیدهای استنشاقی ترجیح داده شد.[۱۴۹][۲۰۸] یک بررسی سیستماتیک کاکرین در سال ۲۰۱۳ به این نتیجه رسید که به نظر می‌رسد عوامل ضدلکوترین زمانی که به استروئیدهای استنشاقی برای درمان کودکان اضافه می‌شوند، سود کمی دارند.[۲۰۹] گروه مشابهی از داروها، مهارکننده‌های 5-LOX، ممکن است به عنوان جایگزینی در درمان مزمن آسم خفیف تا متوسط میان کودکان بزرگ‌تر و بزرگسالان استفاده شود.[۱۸][۲۱۰] از سال ۲۰۱۳ یک دارو در این خانواده به نام زیلوتن وجود دارد.[۱۸]
- تثبیت‌کننده‌های ماست‌سل (مانند کرومولین سدیم) جایگزین‌های بی‌خطری برای کورتیکواستروئیدها هستند اما ترجیح داده نمی‌شوند زیرا باید به‌طور مکرر تجویز شوند.[۱۵۴][۱۸]
- تئوفیلین خوراکی گاهی‌اوقات برای کنترل آسم مزمن استفاده می‌شود، اما استفاده از آنها به دلیل عوارض جانبی آنها به حداقل می‌رسد.[۱۴۹]
- امالیزوماب، یک آنتی‌بادی مونوکلونال در برابر IgE، راهی جدید برای کاهش تشدید با کاهش سطح IgE در گردش است که نقش مهمی در آسم آلرژیک دارد.[۱۴۹][۲۱۱]
- داروهای آنتی کولینرژیک مانند ایپراتروپیوم بروماید برای درمان آسم مزمن در کودکان بالای ۲ سال مفید نشان داده نشده است،[۲۱۲] اما برای درمان معمول آسم مزمن در بزرگسالان پیشنهاد نمی‌شود.[۲۱۳]
- شواهد قوی برای توصیه داروی کلروکین به عنوان جایگزینی برای مصرف خوراکی کورتیکواستروئیدها (برای کسانی که قادر به تحمل استروئیدهای استنشاقی نیستند) وجود ندارد.[۲۱۴] متوترکسات به دلیل اثرات نامطلوب مرتبط با مصرف متوترکسات و حداقل تسکین علائم آسم، به عنوان جایگزینی برای مصرف کورتیکواستروئیدها از راه خوراکی پیشنهاد نمی‌شود.[۲۱۵]
- آنتی‌بیوتیک‌های ماکرولید، به‌ویژه آزیترومایسین ماکرولید آزالید، یک گزینه درمانی توصیه‌شده اخیراً توسط GINA برای آسم مقاوم و شدید ائوزینوفیلیک و غیر ائوزینوفیلیک است که بر اساس اثربخشی آزیترومایسین در کاهش تشدیدهای متوسط و شدید ترکیب شده است[۲۱۶][۲۱۷] مکانیسم اثر آزیترومایسین مشخص نشده و می‌تواند شامل فعالیت‌های ضدالتهابی پاتوژن و/یا میزبان باشد.[۲۱۸] مشاهدات بالینی محدود نشان می‌دهند که برخی از بیماران مبتلا به آسم تازه شروع شده و مبتلا به آسم «درمان دشوار» (از جمله بیماران مبتلا به سندرم همپوشانی آسم-COPD - ACOS) ممکن است به‌طور چشمگیری به آزیترومایسین پاسخ دهند.[۲۱۹][۲۲۰] با این حال، این گروه از بیماران آسم در کارآزمایی‌های درمانی تصادفی مورد مطالعه قرار نگرفته و انتخاب بیمار باید به دقت فردی باشد.

برای کودکان مبتلا به آسم که با درمان ترکیبی کورتیکواستروئیدهای استنشاقی (ICS) و بتا۲ آگونیست‌های طولانی‌اثر (LABA) به خوبی کنترل می‌شود، فواید و مضرات قطع LABA و ترک درمان فقط با ICS نامشخص است. Iدر بزرگسالانی که آسم پایدار دارند در حالی که ترکیبی از LABA و کورتیکواستروئیدهای استنشاقی (ICS) مصرف می‌کنند، توقف LABA ممکن است خطر تشدید آسم را افزایش دهد که نیاز به درمان با کورتیکواستروئیدهای خوراکی دارد. توقف LABA احتمالاً تفاوت مهمی در کنترل آسم یا کیفیت زندگی مرتبط با آسم ندارد. اینکه قطع کردن LABA خطر بروز عوارض جانبی جدی یا تشدیدهایی را که نیاز به مراجعه به بخش اورژانس یا بستری شدن در بیمارستان دارند را افزایش می‌دهد یا خیر، مشخص نیست.

#### روش‌های مصرف داروها
داروها معمولاً به صورت استنشاقی با دوز اندازه‌گیری شده (MDIs) در ترکیب با اسپیسر آسم یا به عنوان یک استنشاق پودر خشک ارائه می‌شوند. اسپیسر یک استوانه پلاستیکی است که دارو را با هوا مخلوط می‌کند و دریافت دوز کامل دارو را آسان‌تر می‌کند. ممکن است از نبولایزر نیز استفاده شود. نبولایزرها و اسپیسرها در کسانی که علائم خفیف تا متوسط دارند به یک اندازه مؤثر هستند. با این حال، شواهد کافی برای تعیین وجود تفاوت در افراد مبتلا به بیماری شدید وجود ندارد. برای ارائه بتا آگونیست‌های کوتاه‌اثر در آسم حاد در کودکان، اسپیسرها ممکن است مزایایی در مقایسه با نبولایزرها داشته باشند، اما در کودکان مبتلا به آسم تهدیدکننده حیات مطالعه نشده‌اند. شواهد قوی برای استفاده از LABA داخل وریدی برای بزرگسالان یا کودکان مبتلا به آسم حاد وجود ندارد. شواهد کافی برای مقایسه مستقیم اثربخشی استنشاقی با دوز اندازه‌گیری شده متصل به اسپیسر خانگی در مقایسه با اسپیسر تجاری موجود برای درمان کودکان مبتلا به آسم وجود ندارد.

#### اثرات نامطلوب
استفاده طولانی‌مدت از کورتیکواستروئیدهای استنشاقی در دوزهای معمولی خطر جزئی عوارض جانبی را به همراه دارد. خطرات عبارتند از برفک دهان، ایجاد آب مروارید، و کاهش اندک در سرعت رشد. شست‌وشوی دهان پس از استفاده از استروئیدهای استنشاقی می‌تواند خطر ابتلا به برفک را کاهش دهد. دوزهای بالاتر استروئیدهای استنشاقی ممکن است منجر به کاهش تراکم معدنی استخوان شوند.

### دیگر موارد
التهاب در ریه‌ها را می‌توان با سطح اکسیدنیتریک بازدم تخمین زد. استفاده از سطوح اکسید نیتریک بازدمی (FeNO) برای هدایت دوز داروهای آسم ممکن است مزایای کمی برای پیشگیری از حملات آسم داشته باشد، اما مزایای بالقوه آن به اندازه کافی قوی نیست که این رویکرد به عنوان روشی برای هدایت درمان آسم در بزرگسالان یا کودکان توصیه شود.
وقتی آسم به داروهای معمولی پاسخ نمی‌دهد، گزینه‌های دیگری هم برای مدیریت اورژانسی و هم برای پیشگیری از تشدید عود در دسترس هستند. گزینه‌های اضافی عبارتند از:
- اکسیژن مرطوب برای کاهش هیپوکسی در صورتی که اشباع به زیر ۹۲ درصد برسد.[۱۴۹]
- کورتیکواستروئید خوراکی با پنج روز پردنیزون که همان ۲ روز دگزامتازون است، توصیه می‌شود. یک مطالعه، یک دوره هفت روزه از استروئیدها را توصیه کرد.[۲۳۴] یک بررسی، یک دوره هفت روزه استروئید را توصیه کرده است.[۲۳۵]
- درمان داخل وریدی سولفات منیزیم هنگامی که علاوه بر دیگر درمان‌ها در حملات آسم حاد متوسط استفاده می‌شود، اتساع برونش را افزایش می‌دهد.[۱۹][۲۳۶][۲۳۷] در بزرگسالان، درمان وریدی منجر به کاهش پذیرش در بیمارستان می‌شود.[۲۳۸] سطوح پایین شواهد نشان می‌دهد که سولفات منیزیم استنشاقی (نبولیزه شده) ممکن است فواید کمی برای درمان آسم حاد در بزرگسالان داشته باشد.[۲۳۹] به‌طور کلی، شواهد با کیفیت بالا نشان‌دهنده فواید زیادی برای ترکیب سولفات منیزیم با درمان‌های استاندارد استنشاقی برای بزرگسالان مبتلا به آسم نیست.[۲۳۹]
- هلیوکس، مخلوطی از هلیوم و اکسیژن، نیز ممکن است در موارد شدید در نظر گرفته شود.[۱۹]
- سالبوتامول داخل وریدی توسط شواهد موجود حمایت نمی‌شود و بنابراین فقط در موارد شدید استفاده می‌شود.[۲۴۰]
- متیل‌گزانتین‌ها (مانند تئوفیلین) زمانی به‌طور گسترده مورد استفاده قرار می‌گرفتند، اما به‌طور قابل توجهی به اثرات بتا آگونیست‌های استنشاقی نمی‌افزایند.[۲۴۰] استفاده از آنها در تشدید حاد بحث‌برانگیز است.[۲۴۱]
- کتامین بی‌حس کننده تجزیه کننده از نظر تئوری مفید است اگر در افرادی که به ایست تنفسی نزدیک می‌شوند به لوله گذاری و تنفس مکانیکی نیاز باشد. با این حال، هیچ مدرکی از کارآزمایی‌های بالینی برای تأیید این موضوع وجود ندارد.[۲۴۲] بررسی کاکرین در سال ۲۰۱۲ هیچ سود قابل توجهی از استفاده از کتامین در آسم حاد شدید در کودکان پیدا نکرد.[۲۴۳]
- برای کسانی که آسم شدید و مداوم دارند و با کورتیکواستروئیدهای استنشاقی و LABA کنترل نمی‌شوند، ترموپلاستی برونش ممکن است یک گزینه باشد.[۲۴۴] این روش شامل تحویل انرژی حرارتی کنترل‌شده به دیواره راه هوایی طی یک سری برونکوسکوپی است.[۲۴۴][۲۴۵] در حالی که ممکن است دفعات تشدید را در چند ماه اول افزایش دهد، به نظر می‌رسد میزان بعدی را کاهش دهد.  اثرات بیش از یک سال آن ناشناخته است.[۲۴۶]
- تزریق آنتی‌بادی مونوکلونال مانند مپولیزوماب،[۲۴۷] دوپیلوماب،[۲۴۸] یا امالیزوماب ممکن است در افراد مبتلا به آسم آتوپیک ضعیف مفید باشند.[۲۴۹] با این حال، از سال ۲۰۱۹ این داروها گران هستند و بنابراین استفاده از آنها برای کسانی که علائم شدید دارند برای دستیابی به مقرون‌به‌صرفه بودن محفوظ است.[۲۵۰] آنتی‌بادی‌های مونوکلونال که اینترلوکین ۵ (IL-۵) یا گیرنده آن (IL-5R) را هدف قرار می‌دهند، از جمله مپولیزوماب، رزلیزوماب یا بنرالیزوماب، علاوه بر مراقبت‌های استاندارد در آسم شدید، در کاهش میزان تشدید آسم مؤثر هستند. شواهد محدودی برای بهبود کیفیت زندگی مرتبط با سلامت و عملکرد ریه وجود دارد.[۲۵۱]
- شواهد حاکی از آن است که ایمونوتراپی زیرزبانی در افراد مبتلا به التهاب مخاط بینی آلرژیک و آسم باعث بهبود نتایج می‌شود.[۲۵۲]
- مشخص نیست که تهویه با فشار مثبت غیرتهاجمی در کودکان کاربرد دارد یا خیر، زیرا به اندازه کافی مطالعه نشده است.[۲۵۳]

### پایبندی به درمان‌های آسم
ماندن در رویکرد درمانی برای پیشگیری از تشدید آسم می‌تواند چالش‌برانگیز باشد، به خصوص اگر فرد نیاز به مصرف روزانه دارو یا درمان داشته باشد. دلایل پایبندی ضعیف از تصمیم آگاهانه برای پیروی نکردن از رژیم درمانی پیشنهادی به دلایل مختلف از جمله اجتناب از عوارض جانبی احتمالی، اطلاعات نادرست یا دیگر باورها در مورد دارو متغیر است. مشکلات دسترسی به درمان و مشکلات اجرای مؤثر درمان نیز می‌تواند منجر به پایبندی کمتر شود. رویکردهای مختلفی برای تلاش و بهبود پایبندی به درمان‌ها برای کمک به افراد در پیشگیری از تشدید جدی آسم از جمله مداخلات دیجیتالی انجام شده است.

### طب جایگزین
بسیاری از افراد مبتلا به آسم، مانند افراد مبتلا به دیگر اختلالات مزمن، از درمان‌های جایگزین استفاده می‌کنند. بررسی‌ها نشان می‌دهند که تقریباً ۵۰ درصد از نوعی درمان غیرمتعارف استفاده می‌کنند. داده‌های کمی برای حمایت از اثربخشی بیشتر این درمان‌ها وجود دارد..
شواهد برای حمایت از استفاده از ویتامین ث یا ویتامین ئی برای کنترل آسم کافی نیست. حمایت برای استفاده از ویتامین C در برونکواسپاسم ناشی از ورزش وجود دارد. مکمل‌های غذایی روغن ماهی (اسیدهای چرب n-۳ دریایی) و کاهش سدیم رژیم غذایی به نظر نمی‌رسد به بهبود کنترل آسم کمک کنند. در افراد مبتلا به آسم خفیف تا متوسط، درمان با مکمل ویتامین دی یا متابولیت‌های هیدروکسیله آن، تشدید حاد را کاهش نمی‌دهند یا کنترل را بهبود نمی‌بخشند. شواهد محکمی وجود ندارد که نشان دهد مکمل‌های ویتامین D باعث بهبود علائم روزانه آسم یا عملکرد ریه فرد می‌شود. شواهد محکمی وجود ندارد که نشان دهد بزرگسالان مبتلا به آسم باید از غذاهای حاوی مونوسدیم گلوتامات (MSG) اجتناب کنند. مطالعات باکیفیت کافی برای تعیین اینکه کودکان مبتلا به آسم باید از خوردن غذاهای حاوی MSG اجتناب کنند یا خیر، انجام نشده است.
طب سوزنی برای درمان توصیه نمی‌شود زیرا شواهد کافی برای حمایت از آن وجود ندارد. یونیزه‌کننده‌های هوا هیچ شواهدی را مبنی بر بهبود علائم آسم یا سودمندی عملکرد ریه نشان نمی‌دهند. این روش به‌طور یکسان برای مولدهای یون مثبت و منفی اعمال می‌شود. درمان‌های دستی، از جمله مانورهای درمانی استئوپاتیک، کایروپراکتیک، فیزیوتراپی، درمانگر تنفسی، شواهد کافی را برای حمایت از استفاده از آنها در درمان آسم ندارند با این حال، توانبخشی ریوی ممکن است کیفیت زندگی و ظرفیت تمرین عملکردی را در مقایسه با مراقبت‌های معمول برای بزرگسالان مبتلا به آسم بهبود بخشد. تکنیک تنفس Buteyko برای کنترل تهویه زیاد ریه‌ها (هیپرونتیلاسیون) ممکن است منجر به کاهش مصرف دارو شود. با این حال، این روش هیچ تأثیری بر عملکرد ریه ندارد. بنابراین یک هیئت متخصص احساس کرد که شواهد برای حمایت از استفاده از آن ناکافی است. شواهد روشنی وجود ندارد که تمرینات تنفسی برای درمان کودکان مبتلا به آسم مؤثر باشد.

## پیش‌آگهی
پیش‌آگهی آسم به‌طور کلی خوب است، به ویژه برای کودکان مبتلا به بیماری خفیف. مرگ‌ومیر در طول چند دهه اخیر به دلیل شناخت بهتر و بهبود مراقبت کاهش یافته است. در سال ۲۰۱۰ میزان مرگ‌ومیر ۱۷۰ در میلیون برای مردان و ۹۰ در میلیون برای زنان بود. این میزان بین کشورها تا ۱۰۰ برابر متفاوت است.
تا سال ۲۰۰۴ در سطح جهانی باعث ناتوانی متوسط یا شدید در ۱۹٫۴ میلیون نفر می‌شود (که ۱۶ میلیون آن در کشورهای کم درآمد و متوسط هستند). از آسم تشخیص داده شده در دوران کودکی، نیمی از موارد پس از یک دهه دیگر تشخیص داده نمی‌شود. بازسازی راه هوایی مشاهده شده است، اما مشخص نیست که آیا این تغییرات مضر یا مفید هستند. به نظر می‌رسد درمان زودهنگام با کورتیکواستروئیدها از کاهش عملکرد ریه جلوگیری کرده یا آن را بهبود می‌بخشد. آسم در کودکان نیز بر کیفیت زندگی والدین تأثیرات منفی دارد.

مرگ ناشی از آسم به ازای هر میلیون نفر در سال ۲۰۱۲ ۰–۱۰  ۱۱–۱۳  ۱۴–۱۷  ۱۸–۲۳  ۲۴–۳۲  ۳۳–۴۳  ۳۳–۵۰  ۵۱–۶۶  ۶۷–۹۵  ۹۶–۲۵۱
تعداد سال‌های از دست رفته با ناتوانی برای آسم به ازای هر ۱۰۰۰۰۰ نفر در سال ۲۰۰۴[۲۷۷]
  اطلاعاتی وجود ندارد  ۰-۱۰۰  ۱۰۰–۱۵۰  ۱۵۰–۲۰۰  ۲۰۰–۲۵۰  ۲۵۰–۳۰۰  ۳۰۰–۳۵۰  ۳۵۰–۴۰۰  ۴۰۰–۴۵۰  ۴۵۰–۵۰۰  ۵۰۰–۵۵۰  ۵۵۰–۶۰۰  >۶۰۰

## همه‌گیرشناسی

میزان ابتلا به آسم در سال ۲۰۱۷

در سال ۲۰۱۹، تقریباً ۲۶۲ میلیون نفر در سراسر جهان به آسم مبتلا شدند و تقریباً ۴۶۱ هزار نفر بر اثر این بیماری جان خود را از دست دادند. نرخ‌ها بین کشورها با شیوع بین ۱ تا ۱۸ درصد متفاوت است. در کشورهای توسعه‌یافته شایع‌تر از کشورهای در حال توسعه است. بنابراین، نرخ پایین‌تری در آسیا، اروپای شرقی و آفریقا مشاهده می‌شود در کشورهای توسعه‌یافته، در افرادی که از نظر اقتصادی محروم هستند شایع‌تر است، در حالی که در کشورهای در حال توسعه بیشتر در افراد مرفه دیده می‌شود. دلیل این تفاوت‌ها به خوبی مشخص نیست. کشورهای کم درآمد و متوسط بیش از ۸۰ درصد موارد مرگ‌ومیر را تشکیل می‌دهند.
در حالی که آسم در پسران دو برابر دختران است، آسم شدید به میزان مساوی رخ می‌دهد. در مقابل، میزان آسم در زنان بالغ بیشتر از مردان است و در جوانان شایع‌تر از افراد مسن. در سال ۲۰۱۰، کودکان مبتلا به آسم بیش از ۹۰۰ هزار ویزیت بخش اورژانس را به خود اختصاص دادند، که آن را به شایع‌ترین دلیل برای پذیرش در بیمارستان پس از ویزیت در بخش اورژانس در ایالات متحده در سال ۲۰۱۱ تبدیل کرد.
نرخ جهانی آسم بین دهه ۱۹۶۰ و ۲۰۰۸ به‌طور قابل توجهی افزایش یافته است و از دهه ۱۹۷۰ به عنوان یک مشکل عمده سلامت عمومی شناخته شده است. نرخ آسم در جهان توسعه‌یافته از اواسط دهه ۱۹۹۰ با افزایش اخیر عمدتاً در کشورهای در حال توسعه افزایش یافته است. آسم تقریباً ۷ درصد از جمعیت ایالات متحده و ۵ درصد از جمعیت بریتانیا را درگیر می‌کند. کانادا، استرالیا و نیوزلند دارای نرخ‌هایی در حدود ۱۴–۱۵ درصد هستند.
میانگین نرخ مرگ‌ومیر از ۲۰۱۱ تا ۲۰۱۵ بر اثر آسم در بریتانیا حدود ۵۰ درصد بیشتر از میانگین اتحادیه اروپا بود و در آن زمان حدود ۵ درصد افزایش یافته است. کودکان به احتمال زیاد به دلیل علائم آسم پس از شروع مدرسه در سپتامبر به پزشک مراجعه می‌کنند.
مطالعات اپیدمیولوژیک مبتنی بر جمعیت، ارتباط زمانی بین بیماری‌های حاد تنفسی، آسم و ایجاد آسم شدید با محدودیت‌های برگشت‌ناپذیر جریان هوا (معروف به سندرم «همپوشانی» بیماری انسدادی مزمن ریوی، یا ACOS) را توصیف می‌کنند. داده‌های آینده‌نگر مبتنی بر جمعیت نشان می‌دهد که به نظر می‌رسد ACOS نوعی آسم شدید را نشان می‌دهد که با بستری‌شدن‌های مکرر در بیمارستان مشخص می‌شود و نتیجه آسم زودرس است که به انسداد جریان هوای ثابت پیشرفت کرده است.

## اقتصاد
از سال ۲۰۰۰ تا ۲۰۱۰، متوسط هزینه هر بستری در بیمارستان مرتبط با آسم در ایالات متحده برای کودکان در حدود ۳۶۰۰ دلار نسبتاً ثابت باقی‌ماند، در حالی که میانگین هزینه هر اقامت در بیمارستان مرتبط با آسم برای بزرگسالان از ۵۲۰۰ دلار به ۶۶۰۰ دلار افزایش یافت. در سال ۲۰۱۰، Medicaid بیشترین پرداخت‌کننده اولیه بین کودکان و بزرگسالان ۱۸ تا ۴۴ ساله در ایالات متحده بود. بیمه خصوصی دومین پرداخت‌کننده رایج بود. میان کودکان و بزرگسالان در جوامع کم‌درآمد در ایالات متحده، میزان بستری شدن در بیمارستان برای آسم در سال ۲۰۱۰ بیشتر از افراد در جوامع با درآمد بالاتر است.

## تاریخ

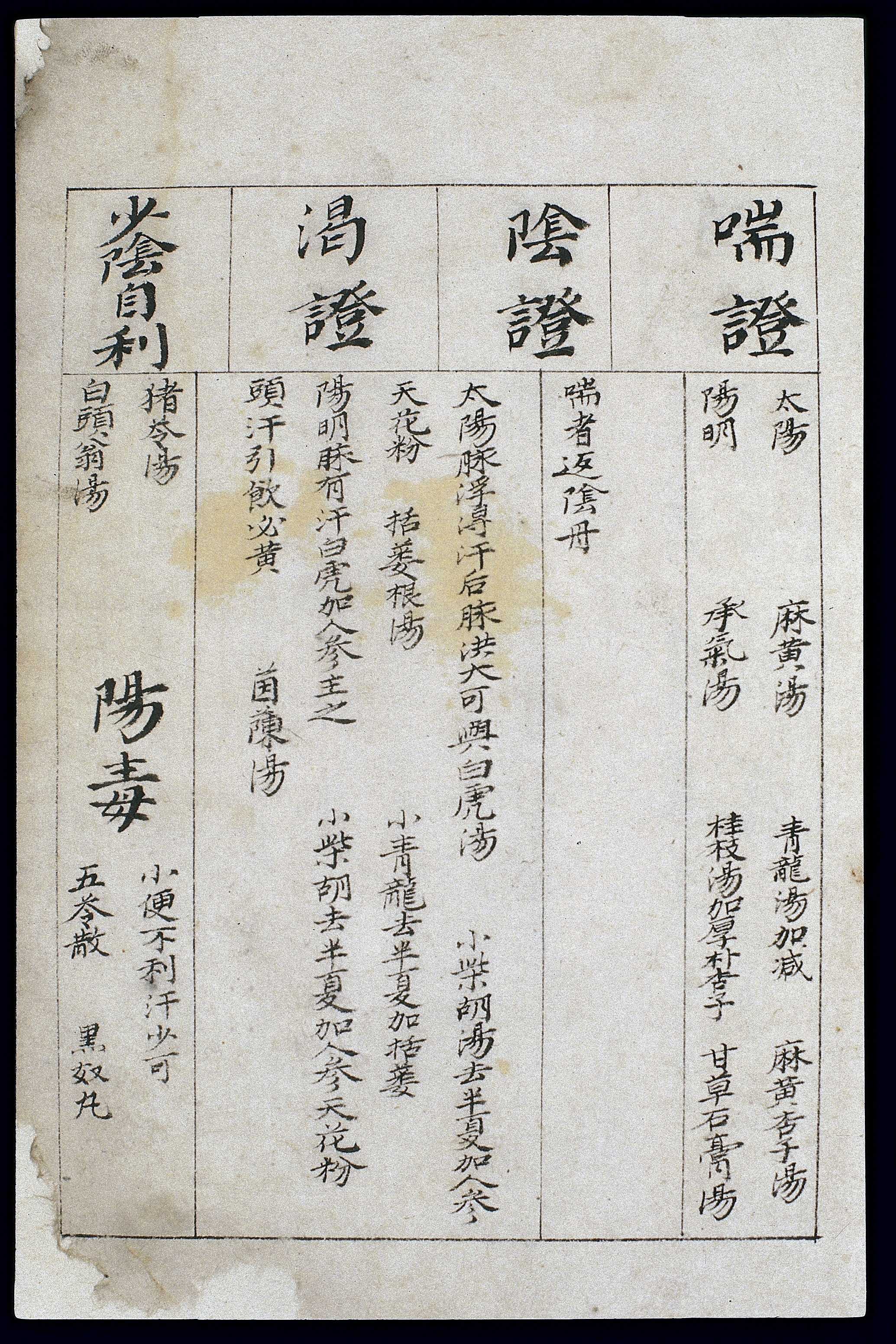
کتاب گرد و غبار طلا از خسارت سرما به تاریخ «سال اول دوره سلطنت ژنگیوان سلسله یوان» (۱۳۴۱) خوش آمدید.

آسم در مصر باستان شناخته شده بود و با نوشیدن مخلوطی از عود معروف به kyphi درمان می‌شد. حدود ۴۵۰ سال پیش از میلاد توسط بقراط به عنوان یک مشکل تنفسی خاص نامگذاری شد، و کلمه یونانی برای «نفس زدن» اساس نام امروزی ما را تشکیل می‌دهد. در سال ۲۰۰ پیش از میلاد اعتقاد بر این بود که حداقل تا حدی با احساسات مرتبط است. در قرن دوازدهم، پزشک-فیلسوف یهودی، ابن میمون، رساله‌ای در مورد آسم به زبان عربی نوشت که تا حدی بر اساس منابع عربی بود و در آن علائم بیماری را مورد بحث قرار داد، رژیم‌های غذایی و دیگر روش‌های درمانی را پیشنهاد کرد و بر اهمیت آب‌وهوا و هوای پاک تأکید داشت. طب سنتی چینی همچنین داروهایی را برای آسم ارائه می‌دهد، همان‌طور که توسط یک دست‌نوشته باقی‌مانده در قرن چهاردهم که توسط بنیاد ولکام سرپرستی شده بود، نشان داده شده است.
در سال ۱۸۷۳، یکی از اولین مقالات در پزشکی مدرن در مورد این موضوع تلاش کرد تا پاتوفیزیولوژی بیماری را توضیح دهد، در حالی که یکی در سال ۱۸۷۲، به این نتیجه رسید که آسم را می‌توان با مالیدن کلروفرم به قفسه سینه درمان کرد. درمان پزشکی در سال ۱۸۸۰ شامل استفاده از دوزهای داخل وریدی دارویی به نام پیلوکارپین بود. در سال ۱۸۸۶، F. H. Bosworth نظریه ارتباط بین آسم و تب یونجه را ارائه کرد. اپی‌نفرین برای اولین بار در سال ۱۹۰۵ در درمان آسم مورد اشاره قرار گرفت. استفاده از کورتیکواستروئیدهای خوراکی برای این بیماری در دهه ۱۹۵۰ آغاز شد، در حالی که کورتیکواستروئیدهای استنشاقی و آگونیست بتا کوتاه‌اثر انتخابی در دهه ۱۹۶۰ به‌طور گسترده مورد استفاده قرار گرفتند.
یک مورد کاملاً مستند در قرن نوزدهم، مورد تئودور روزولت جوان (۱۸۵۸–۱۹۱۹) بود. در آن زمان هیچ درمان مؤثری وجود نداشت. وضعیت بد سلامت روزولت در دوران جوانی تا حد زیادی به آسم او نسبت داده می‌شود. او دچار حملات مکرر آسم شبانه شده و احساس می‌کرد در حال خفه شدن است که باعث وحشت پسر و والدینش می‌شد.
در طول دهه ۱۹۳۰ تا ۱۹۵۰، آسم به عنوان یکی از هفت بیماری روان‌تنی شناخته می‌شد. علت آن روان‌شناختی در نظر گرفته می‌شد و درمان اغلب مبتنی بر روان‌کاوی و دیگر درمان‌های گفتاری بود. از آنجایی که این روانکاوان خس‌خس آسمی را به عنوان فریاد سرکوب شده کودک برای مادرش تعبیر کردند، درمان افسردگی را به ویژه برای افراد مبتلا به آسم مهم دانستند.
در ژانویه ۲۰۲۱، یک دادگاه تجدید نظر در فرانسه حکم اخراج یک مرد ۴۰ ساله بنگلادشی را که بیمار آسم بود، لغو کرد. وکلای او استدلال کرده بودند که سطوح خطرناک آلودگی در بنگلادش ممکن است منجر به بدتر شدن وضعیت سلامت او یا حتی مرگ زودرس شود.